# Desmodorida
Desmodorida (лат.) — отряд круглых червей из класса Chromadorea. Встречаются свободноживущие морские формы, реже пресноводные или почвенные. Кутикула с кольчатостью (иногда с чешуйками, склероциями). Головная кутикула образует головной панцирь, отличаясь по структуре (она гладкая) от остальной части тела. Амфиды круглые или спиральные. Головные тангорецепторы располагаются в 3 или 2 круга (первый и второй круги в виде папилл, второй и третий — со щетинками). Спикулы и половые трубки самок парные. Фаринкс с бульбусом.

## Классификация
87 родов и 745 видов. Большинство авторов рассматривают этот таксон в ранге самостоятельного отряда и группируют его вместе с отрядом Desmoscolecida Filipjev, 1929.
- Надсемейство Desmodoroidea Filipjev, 1922 Chitwood, 1936)
  - Семейство Desmodoridae Filipjev, 1922 (Steiner, 1927) (35 родов, 318 видов)
    - Подсемейство Acanthopharynginae Filipjev, 1918
    - Подсемейство Desmodorinae Filipjev, 19222 (=Metachromadoridae)
    - Подсемейство Stilbonematinae Chitwood, 19362

  - Семейство Draconematidae Steiner, 1930 (2 подсемейства, 15 родов, 82 вида)
  - Семейство Epsilonematidae Steiner, 1927 (2 подсемейства, 13 родов, 396 видов)
- Надсемейство Microlaimoidea De Coninck & Schuurmans Stekhoven , 1933 (Lorenzen 1981)
  - Семейство Aponchiidae Gerlach 1963 (2 рода, 12 видов)
  - Семейство Microlaimidae De Coninck & Schuurmans Stekhoven, 1933 (11 родов, 101 вид)
  - Семейство Monoposthiidae De Coninck, 1965 (4 рода, 33 вида)